# 滬尾水道
滬尾水道，是位於臺灣新北市淡水區，於日治時期明治29年（1896年）開始興建的自來水供應設施，並提供淡水地區之用水需求，目前是臺灣保存最古老的水道系統。當前指定為新北市市定古蹟的保存範圍，包括位於雙峻頭的水源地及附屬設施群、以及位於淡水市區的少數文物。

## 沿革

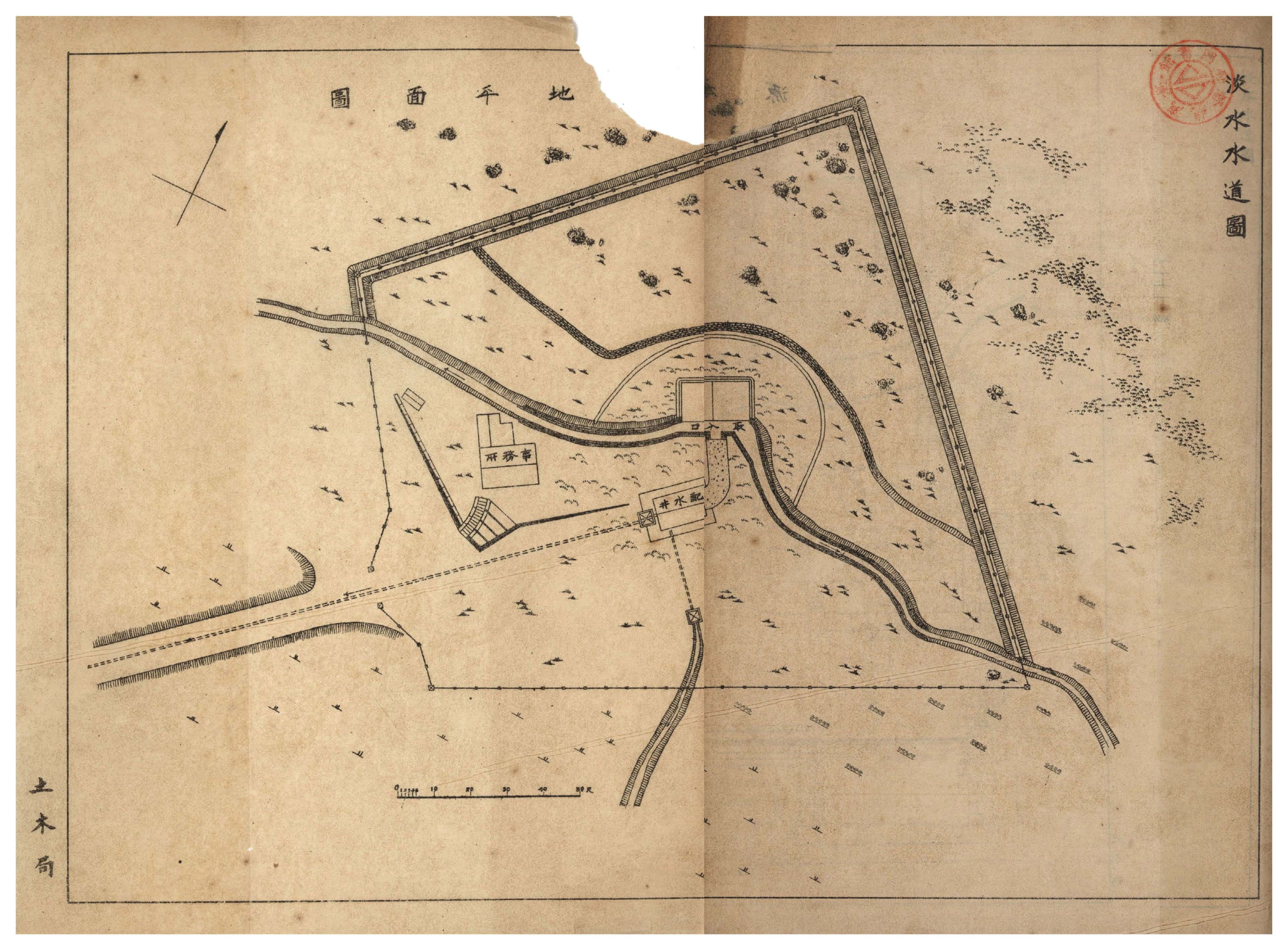
日治時期時的滬尾水道水源地平面圖

淡水街庄自清領時期起，因民間飲用需求而開採淺井，該井深約2至15公尺，臺灣水運系統的發展則始為1896年（明治29年），時任臺灣總督桂太郎為改善衛生環境，則邀擔曾於日本各地參與水道工程設計的英國蘇格蘭技師威廉·巴爾頓任為衛生工程顧問技師，及其聘為衛生工程技師協助的學生濱野彌四郎等人開始於臺灣各地進行衛生工程調查與設計。此後，臺灣總督府藉由大力投資水利建設，開始建設現代化水道設施以替代臺灣過去汲取溪水、鑿井的傳統。
1895年的7月（明治28年），臺灣總督府僱用淡水電信取扱所丹麥工程師韓森（E. Hanson）進行滬尾水道早期開發工程調查。韓森與陸軍工兵部的大島陸軍測量手共同合作，於六日內完成了測量工作，並在八日內完成了測量圖。工程計劃選擇位於滬尾2.6公里的雙峻頭二個湧泉作為水源，並採用了鐵管進行水道鋪設，1895年11月，民政長官水野向上級報告稱，市民需要用水，而軍事上也存在緊急需求，並於11月13日針對滬尾井水進行調查。1895年11月30日，總督裁定進行水道敷設。並在1896年2月成立水道事務所，聘請民政局臨時土木部技師牧野實擔任此次工程的主任技師。
牧野對其提出兩個設計方案。第一個方案採用了位於月桃山水梘頭莊的一、二號湧泉，透過引水進入市街，丘上設有濾過池和配水池，引水管線使用鐵管。第二個方案則選擇位於雙峻頭莊的三、四號湧泉，省略濾過池和配水池，直接引水進入市街，同樣採用鐵管進行引水。6月23日，民政局長提交了文件將水道工程的監督權移交給臨時土木部。牧野再次提出詳細設計方案，其中給水預計為13,000人，夏季最大用水量為每人6.75立方尺，總共87,750立方尺（2442CMD）。並取雙峻頭莊的一湧泉作為主要水源，另一湧泉用於灌溉。將供水區分為兩個區域、五個工區。
1896年7月11日，根據台北縣知事通告，滬尾水道事務所被廢止。並於1896年8月正式動工滬尾水道建設工程。9月11日，巴爾頓提出滬尾給水工事的調查報告書，並依據施工成本、供水需求量、供水穩定度及水質進行評估，提議以大屯山雙峻頭山區湧泉加以擴大，並根據先前提出的設計一併使用木樋和鐵管，變更採鐵管方式進行，費用概算為31,768金圓。11月，牧野實調職，由總督府技師澁谷競多接替他的工作。後在1898年1月由十川嘉太郎接替澁谷繼續負責工程。2月，十川提出變更設計，包括泉口粗石垣、水槽上家築造，備用泉源周圍設置粗石垣小堰堤，市街供水已經購置了鐵管，並設定了20,000人用水計劃，以及貯水池的預定地。
最終，在1899年的3月31日（明治32年），水道工程全部完工，竣工費用為102,689.445金圓。4月1日開始供水。並沿著現今的水源街，一路通往淡水市街。使淡水市街及周邊地區成為臺灣最早採用自來水供應的區域之一，提供給軍事港口與市街用水需求。
戰後，滬尾水道交由台灣自來水公司第一區管理處負責，並作為「北投子淨水場」持續使用，為保護水源則非對外開放。2004年9月16日，滬尾水道被臺北縣政府宣布為縣定古蹟，其中包括滬尾水道的現存設施（取水口、事務所、庭院、入口大門、警衛室）與排氣閥室，另有一立式消防栓，現被移至前清淡水關稅務司官邸展示。

## 設施
滬尾水道的源頭位於低海拔的天然地下水源，取自大屯山麓雙峻頭庄第三和第四湧泉。為保護水源，周遭地區規劃為保安林而形成自然環境。淡水國小後側高地則設有大型配水槽，供應給水區用戶使用，昔日範圍包括「淡水街」、「淡水街油車口」、「沙崙子」、「水碓子」和「竿蓁林」等地庄。

### 雙峻頭水源地
水源地位於水源街庄子內段山麓（今新北市淡水區水源街二段346巷5號），其出泉處設有一水池，以石塊砌成一室，取水池上方刻有「雙峻頭水源地」的字樣，拱門上則題有「滬尾水源」四字。戰後時期，該建築外側原為木造建築，後在戰後改建為石砌立面，並在入口處大刻有題字「淡水水源」標語。
」

#### 附屬建築
水源地周圍區域仍存有部分辦公用建築，包括入口紅磚門柱、水源地事務所、守衛室。該處仍保存部分戶外展示用文物，包括丁字型水管、曲管、消火栓等物件。

### 排氣閥室
排氣閥室現存今淡江大學克難坡中段，昔日以調節水壓使用，並透過以高低地勢差水力及送水水道設施加壓共用輸水，讓水源由較高處能送至市區。

## 其他設施
早期自來水系統由於成本等因素的限制，自來水並未通過管道直接供應至家戶內。因此水道則在各市街設置水管頭，提供自行攜帶水桶前來取水。由於自來水系統改進使許多水管頭進行拆除回收，
滬尾水道最後一個被拆除的水管頭原位三民街靠近金福宮附近。這些水管頭被撤走後，有些被保存下來被移至前清淡水關稅務司官邸展示。
此外，新北市立淡水古蹟博物館收藏自來水錶止水栓一件、水管殘件一件。前清淡水關稅務司官邸存有筒型立式消火栓一件。

## 外部連結
- 滬尾水道 - 文化部iCulture-文化空間
- 滬尾水道 - 淡水維基館 （页面存档备份，存于）
- 滬尾水道（淡水水道）
- 滬尾水道 - 新北市觀光旅遊網